# Église Notre-Dame-de-Bon-Secours de Trouville-sur-Mer
Pour les articles homonymes, voir Église Notre-Dame-de-Bon-Secours.
L'église Notre-Dame-de-Bon-Secours, ou localement église Bon-Secours est une église catholique de Trouville-sur-Mer dans le Calvados . Elle dépendait du diocèse de Bayeux-Lisieux
. Elle n'est plus affectée au culte depuis octobre 2023.

## Histoire et description

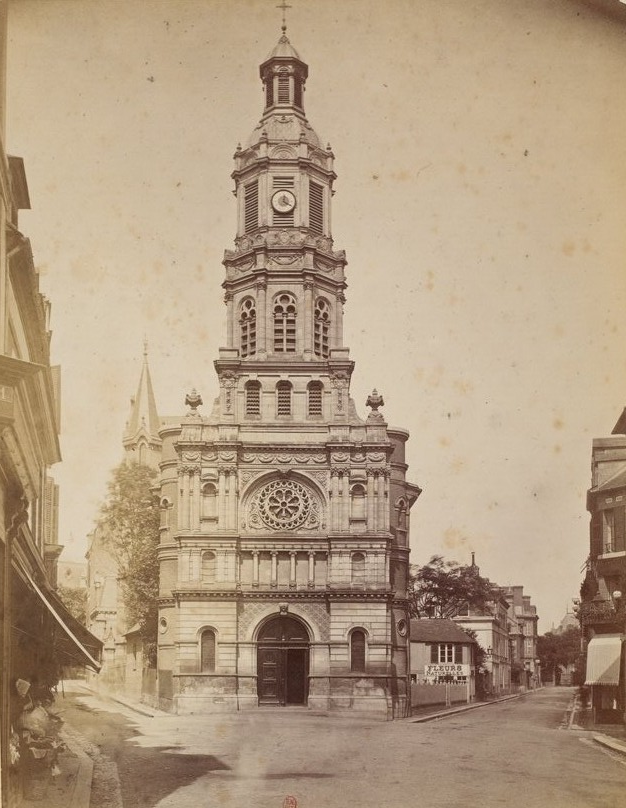
L'église Notre-Dame-de-Bon-Secours dans les années 1890.

En 1844, l'abbé Jean Vincent Lessard (1793-1855), desservant de l'église d'Hennequeville, fait construire une chapelle sur un terrain appartenant à la fabrique à la suite d'une session de Me Follebarbe, notaire à Beaumont-en-Auge en 1843. L'année suivante la commune d'Hennequeville observant l'accroissement de population et de baigneurs résidant dans ce quartier de la ville accepte la donation de cette chapelle en date du 14 janvier 1845. La première église de Bon-Secours s'élève alors selon un plan rectangulaire classique (présente sur le plan de Louis Jean Celinski de Zaremba de 1852). Le toit à cette époque est simplement surmonté d'une grande croix en fer.
L'architecte de la ville Adrien Jory dépose un projet de nouveau bâtiment, dont seul le fronton est réalisé de 1867 à 1868. Une horloge est encastrée plus tard dans l'abat-son. Le nom de l'église est gravé dans un bandeau de marbre blanc au dessus de la rosace. Le 17 juin 1869, le conseil municipal de Trouville, maintenant réuni à Hennequeville, demande que Notre-Dame-de-Bon-Secours soit érigée en succursale de Saint-Michel d'Hennequeville.
 De 1872 à 1884, des travaux d'agrandissement avec adjonction de chapelles latérales modifient l'emprise au sol, adoptant une forme trapézoïdale, sous la conduite de Belloc entrepreneur et de Toutain architecte. Mgr Hugonin, évêque de Bayeux, la dédicace le 27 juillet 1884 et son successeur, Mgr Amette, la consacre le 4 août 1900.
Cette grande église d'inspiration néo-gothique, avec une façade de style néo-classique, domine la ville par son haut clocher polygonal d'ardoise. La haute façade superpose les registres avec des colonnes. L'église présente un plan ramassé sans transept saillant. L'intérieur est illuminé de verrières aux vitraux colorés, avec des lancettes et des oculi. Une chaire de 1880 et des confessionnaux dans le style troubadour s'y trouvent également. Le bénitier à l'entrée est un dauphin de pierre, supportant un tridacne géant bordé de bronze. 
Une « messe des baigneurs » était célébrée en été[réf. souhaitée].

## Objets classés
Dix-huit objets sont classés à l'église Bon-Secours, dont une tapisserie du XVe siècle, La flagellation du Christ, ainsi qu'un confessionnal armorié.

## Devenir de l’Église
Le mauvais état du lieu de culte a entraîné sa fermeture à partir du mardi 28 août 2018 pour une mise en sécurité.
En décembre 2022, le clocher de l'édifice qui menaçait de s'effondrer a été déposé. Le conseil municipal du 8 février 2023 a décidé « d’entamer une procédure d’exécration, puis de désaffection pour redonner par la suite à l’église une nouvelle destination » sans doute culturelle. Elle cesse d'être affectée au culte par arrêté préfectoral du 25 octobre 2023.

## Orgue
Des concerts de musique classique y sont souvent donnés, notamment pendant la saison estivale.Mais elle demeure avant tout un édifice religieux. L'orgue est remarquable avec son buffet néo-gothique et inscrit aux monuments historiques. Il a été construit en 1893 par Charles Mutin et après avoir été présenté à l'Exposition internationale de Lyon (où il obtient une médaille d'or), il a été acquis par la paroisse en décembre 1894 et inauguré en août 1895. Il a été modifié plusieurs fois et a connu une restauration complète en 2004.
Composition de l'instrument:
- Grand Orgue
  - Flûte harmonique 8
  - Salicional 8
  - Bourdon à cheminée 8
  - Bourdon 16
  - Montre 8
  - Prestant 4
  - Plein Jeu 3 rangs (sonnette du souffleur)
- Récit expressif
  - Cor de nuit 8
  - Gambe 8
  - Voix céleste 8
  - Flûte octaviante 4
  - Voix humaine 8
  - Octavin 2
  - Clairon 4
  - Hautbois-Basson 8
  - Trompette 8
  - Basson 16
- Pédale
  - Soubasse 16
  - Basse 8
  - Bourdon 8
  - Trombone 16 (basson du récit)
- Tirasse Grand Orgue, tirasse récit, accouplement, trémolo, pédale d'orage[8].

## Armoiries

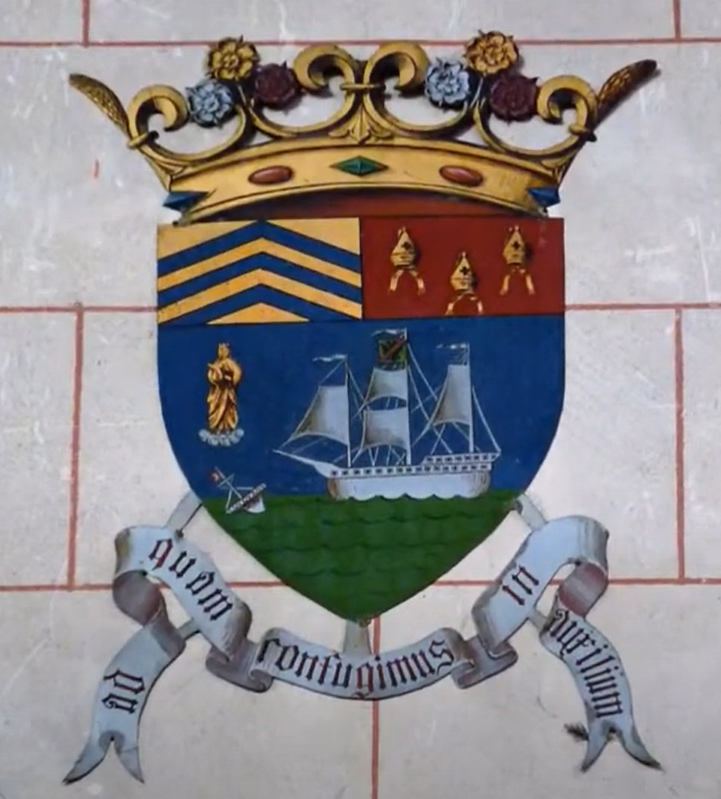
Bon secours armoiries

Les armes de l'église, surmontées de la couronne de la vierge, sont présentes de chaque côté de la nef et également sur le fronton du confessionnal. La devise est inscrite dans un phylactère  accroché sous l'écu.

### Devise
« Ad quam confugimus in auxilium »

### Blasonnement
D'azur au vaisseau antique d'argent voilé de même, pavillonné d'or à l'aigle éployée de sable à deux têtes et barré de gueules brochant, voguant sur une mer de sinople ondée de sable, dextré d'un autre vaisseau coulant d'argent pavillonné de gueules au croissant d'or tourné à senestre, à la vierge mère d'or au canton dextre du chef. Au chef parti d'or à 3 chevrons d'azur et de gueules à 3 mitres d'or, 2 et 1, leurs fanons de même.